# ریو دی پوستریا
ریو دی پوستریا (به ایتالیایی: Rio di Pusteria) یک منطقهٔ مسکونی در ایتالیا است که در تیرول جنوبی واقع شده‌است.

## خصوصیات
ریو دی پوستریا ۸۴٫۱ کیلومترمربع مساحت و ۲٬۹۵۵ نفر جمعیت دارد.

## خواهرخوانده
شهر Wehrheim خواهرخواندهٔ ریو دی پوستریا هست.